# 須屋駅
須屋駅（すやえき）は、熊本県合志市須屋にある熊本電気鉄道菊池線の駅である。駅番号はKD14。

## 歴史
- 1913年（大正2年）8月26日：開業。
- 2015年（平成27年）4月1日：交通系ICカード「熊本地域振興ICカード（くまモンのIC CARD）」に対応[1]。
- 2019年（令和元年）10月1日：駅ナンバリング導入[2]。

## 駅構造
単式ホーム1面1線の棒線地上駅である。無人駅で駅舎はなく雨除けのみ。
ICカード読み取り機（入場機のみ）はホームに設置。

## 利用状況
| 年度   | 1日平均 乗車人員 | 1日平均 乗降人員 |
| ------ | ---------------- | ---------------- |
| 2012年 |                  | 434              |
| 2013年 |                  | 471              |
| 2014年 | 268              | 492              |
| 2015年 |                  | 505              |
| 2016年 |                  | 539              |
| 2017年 |                  | 405              |
| 2018年 |                  | 342              |

## 駅周辺
- マルショク須屋店
- 合志市立西合志南小学校
- 合志市役所　須屋支所
- 須屋駅前簡易郵便局
- 妙泉寺公園
- 合志市須屋市民センター

## 利用可能なバス路線
最寄りのバス停留所は、旧・新須屋駅近くの合志市乗合タクシー・須屋線の須屋駅前バス停留所
| 路線名 | 行先                                                              | 備考                                                                       |
| ------ | ----------------------------------------------------------------- | -------------------------------------------------------------------------- |
| 須屋線 | [黒石駅]]入口（上須屋、老人憩いの家経由）黒石駅入口（東須屋経由） | 火・木・土のみ、キティー交通に運行を委託（ワンボックスタイプ車両にて運行） |

- かつては電鉄バスが須屋駅前経由でC1-4系統・桜町BT - 菊池プラザ間の定期運行していたが2021年3月末に運行終了のため廃止。

## 駅名の由来
かつて須屋市蔵を城主とする須屋城があったことによる。

## 隣の駅
熊本電気鉄道
■菊池線
新須屋駅（KD13） - 須屋駅（KD14） - 三ツ石駅（KD15）